# Сє Ї
Се Ї FRSC (спрощ.: 谢毅; кит. трад.: 謝毅; піньїнь: Xiè Yì; народилася 23 липня 1967) — китайський хімік. Вона є членом Китайської академії наук і членом Королівського хімічного товариства. Вона є професором і керівником докторської дисертації в Університеті науки і технологій Китаю.

## Раннє життя та освіта
Сє Ї народилася в районі Інчжоу, міста Фуян, провінція Аньхой, 23 липня 1967 року. Її родовий дім знаходиться в Аньціні, провінція Аньхой. У вересні 1984 року вона вступила до Сяменьського університету за спеціальністю хімія на хімічний факультет, який закінчила в липні 1988 року. Після закінчення університету її призначили на посаду помічника інженера на хімічний завод у Хефеї. У вересні 1992 року вона була прийнята до Інституту прикладної хімії Університету науки і техніки Китаю, де вивчала хімію під керівництвом Цянь Ітая. 
У травні 1996 року вона була призначена доцентом кафедри хімії у свою альма-матер, Університеті науки і технологій Китаю, а згодом була підвищена до професора та наукового керівника. З вересня 1997 року по липень 1998 року навчалася в докторантурі Університету Стоні-Брук у Сполучених Штатах Америки. Після повернення до Китаю працювала професором в Університеті науки і технологій.

## Наукова діяльність
Сє Ї стала професором Університету науки і техніки Китаю в листопада 1998 року та науковим керівником докторської дисертації з квітня 1999 року. У серпні 2013 року її обрали членом Королівського хімічного товариства. 19 грудня 2013 року її обрали членом Китайської академії наук.
Сє Ї разом зі своєю лабораторією проводить передові дослідження в чотирьох основних сферах: хімія твердого тіла, нанотехнології, енергетичні матеріали та теоретична фізика. Зокрема, дослідження зосереджено на розробці та синтезі неорганічних функціональних твердих речовин із зусиллями для модуляції їхніх електронних і фононних структур, включаючи наступні теми:
1. Характеристика низькорозмірних твердих тіл і вивчення зв'язку спеціальної електронної структури з їхніми властивостями
2. Нові підходи до незв'язаної оптимізації термоелектричних властивостей
3. Важливі неорганічні функціональні матеріали, що реагують на світло, магнетизм, електрику та тепло, а також контроль їхніх інтелектуальних характеристик
4. Гнучкі нанопристрої для високоефективного накопичення та перетворення енергії
5. Наноструктуровані фотокаталізатори для збагачення та перетворення CO2

## Нагороди та відзнаки
- У 2017 році лауреат нагороди Фонду Хо Люн Хо Лі  за розвиток науки і техніки.
- У 2015 році отримала нагороду Премія L'Oréal — ЮНЕСКО «Для жінок у науці».
- У 2014 році отримала премію Всесвітньої академії наук з хімії.
- У 2013 році - Премія Міжнародного союзу теоретичної та прикладної хімії (IUPAC) «Видатні жінки в хімії».
- У 2012 році - лауреат Національної премії з природничих наук ІІ рівня.
- У 2006 році отримала Китайську нагороду для молодих вчених.
- У 2003 році стала лауреатом нагороди китайської академії наук для молодих науковців.
- У 2002 році стала лауреатом китайської премії молодого вченого
- У 2001 році - лауреат Національної премії з природничих наук ІІ рівня.